# Ozarba brunnea
Ozarba brunnea är en fjärilsart som beskrevs av John Henry Leech 1900. Ozarba brunnea ingår i släktet Ozarba och familjen nattflyn. Inga underarter finns listade i Catalogue of Life.